# 진보주의 인터내셔널

진보주의 인터내셔널(Progressive International)은 진보주의 좌익 활동가와 조직들을 규합하기 위한 국제기구다. 주요 제창자는 미국의 버니 샌더스와 그리스의 야니스 바루파키스다.